# Grégory Arnolin
Grégory Arnolin (ur. 10 listopada 1980 w Livry-Gargan) – francuski piłkarz występujący na pozycji obrońcy, reprezentant Martyniki.

## Kariera klubowa
Arnolin rozpoczynał karierę w sezonie 2001/2002 w klubie Villemomble Sports, grającym w szóstej lidze. Następnie grał w portugalskim trzecioligowym zespole FC Pedras Rubras, a w 2004 roku został zawodnikiem pierwszoligowego Gil Vicente FC. W Primeira Liga zadebiutował 19 września 2004 w przegranym 0:1 meczu z SC Beira-Mar, zaś 30 stycznia 2005 w zremisowanym 2:2 spotkaniu z Boavistą strzelił swojego pierwszego gola w tych rozgrywkach. Zawodnikiem Gil Vicente był do 2006 roku.
Następnie reprezentował barwy także pierwszoligowych drużyn CS Marítimo oraz Vitória SC, a w 2009 roku przeszedł do hiszpańskiego Sportingu Gijón. Swój pierwszy mecz w Primera División rozegrał 31 sierpnia 2009 przeciwko Barcelonie (0:3). Z kolei 20 września 2009 w zremisowanym 2:2 pojedynku z Valencią zdobył pierwszą bramkę w tej lidze. W sezonie 2011/2012 spadł z klubem do Segunda División.
W 2013 roku wrócił do Portugalii, gdzie w sezonie 2013/2014 grał w pierwszoligowym FC Paços de Ferreira. W 2014 roku przeszedł do indyjskiego klubu FC Goa. W 2015 roku był stamtąd wypożyczony grającego w drugiej lidze portugalskiej Atlético CP. Następnie wrócił do Goi, z którą w sezonie 2015 wywalczył wicemistrzostwo Indian Super League. W 2016 roku zakończył karierę.

## Statystyki
| Rozgrywki               | Poziom | Kraj       | Mecze | Bramki |
| ----------------------- | ------ | ---------- | ----- | ------ |
| Primeira Liga           | I      | Portugalia | 130   | 15     |
| Segunda Liga            | II     | Portugalia | 24    | 1      |
| Segunda Divisão         | III    | Portugalia | 44    | 8      |
| Primera División        | I      | Hiszpania  | 79    | 3      |
| Segunda División        | II     | Hiszpania  | 14    | 0      |
| Indian Super League     | I      | Indie      | 39    | 3      |
| Puchar UEFA/Liga Europy | –      | –          | 3     | 0      |
| kw. do Ligi Mistrzów    | –      | –          | 3     | 0      |

## Kariera reprezentacyjna
W 2013 roku Arnolin został powołany do reprezentacji Martyniki na Złoty Puchar CONCACAF. Zagrał na nich w meczach z Kanadą (1:0), Panamą (0:1) i Meksykiem (1:3), a Martynika odpadła z turnieju po fazie grupowej.